# 瓜拉尼國際機場
瓜拉尼國際機場（西班牙語：Aeropuerto Internacional Guaraní）是一座位於拉丁美洲國家巴拉圭東部城市東方市的國際機場，其主要民航業務為巴拉圭國內線以及區域國際航線，該機場擔綱東方市工業產品輸出的重要職責。

## 航空公司與目的地

### 客運
| 航空公司     | 目的地 |
| ------------ | ------ |
| Paranair航空 | 亞松森 |

### 貨運
| 航空公司     | 目的地   |
| ------------ | -------- |
| 亞特拉斯航空 | 邁阿密   |
| 南美貨運航空 | 聖地牙哥 |
| 西部環球航空 | 邁阿密   |